# اشتهارد
اشتهارد مرکز شهرستان اشتهارد استان البرز و از شهرهای باستانی ایران است که در ۵۰٫۳۷۲۲ طول شرقی و ۳۵٫۷۲۰۸ عرض شمالی قرار دارد. با شهر تهران حدود ۱۲۲ کیلومتر و با شهر کرج حدود ۸۸ کیلومتر فاصله دارد. این شهر در یک منطقه با آب و هوای نیمه خشک واقع شده است. مساحت آن متجاوز از ۸۰۰ کیلومتر مربع و در مسیر جاده تهران به استان‌های غربی ایران واقع است. از طرف شمال به ارتفاعات حلقه‌دره و محدوده شهرستان نظرآباد و از طرف جنوب به ارتفاعات «قزل‌باش» و محدودهٔ شهر ملارد و از طرف شرق به رودخانهٔ شور و محدوده شهرستان کرج (ماهدشت) و از طرف غرب به محدوده شهر بوئین زهرا محدود می‌شود. شهرداری این شهر در سال ۱۳۳۱ تأسیس شده است.
از مکان‌های تاریخی و دیدنی آن می‌توان به:تکیه صیادیه، حمام صیادیه، امام زاده‌ام کبری ام صغری و امام زاده زید و رحمان و امام زاده سلیمان اشاره کرد
از غذاهای محلی آن نیز می‌توان به دَمییَک و آوینَ رِشته اشاره کرد و این شهر دارای یک سوغاتی به نام لولویَک می‌باشد.
کرج دارای آب و هوای معتدل و خشک می‌باشد و شهرستان اشتهارد نیز در استان البرز واقع است و آب و هوای این استان تحت تأثیر سلسله کوه‌های البرز، دارای زمستان‌های سرد و تابستان‌های تقریباً گرم است. جنوب استان به دلیل مجاورت با دشت، آب و هوای بسیار خشک دارد و این ویژگی خاص این منطقه به‌شمار می‌رود که از یک سو به رشته کوه‌های البرز می‌رسد و از سوی دیگر به حاشیه یکی از خشک‌ترین بیابان‌های ایران منتهی می‌شود. دارا بودن بزرگ‌ترین شهرک صنعتی ایران در منطقه اشتهارد و وجود مجتمع‌های صنعتی لیا، آراسنج، دانسفهان و چندین کارخانجات بزرگ مختلف دیگر در سطح شهرستان و نیز همجواری شهرک صنعتی بزرگ اشتهارد با شهر بوئین زهرا رونق خاصی به صنعت و اشتغال زایی منطقه بخشیده است.

## مردم
مردم اشتهارد همگی به زبان مخصوص (تاتی) با لهجه اشتهاردی که بازمانده زبان قدیم منطقه ماد یا زبان آذری باستان می‌باشد سخن می‌گویند.
امروزه مردم اشتهارد به زبان‌های تاتی و ترکی آذری سخن می‌گویند.
اشتهارد دارای یک دانشگاه به نام دانشگاه پیام نور واحد اشتهارد است که در سال ۱۳۸۵ تأسیس شد و در رشته‌های مهندسی صنایع، حقوق، حسابداری، روان‌شناسی، کامپیوتر و … دانشجو می‌پذیرد.
گویش اشتهاردی از گویش‌های تاتی جنوبی ایران است که قدمت بسیار دیرینه دارد و ویژگی‌های کهن زبانی را در خود حفظ کرده است. یکی از ویژگی‌های این گویش ساخت ارگتیو است که در افعال متعدّی در زمان گذشته و حال به صورت نظام کُنایی مطلق و ناقص ظاهر می‌گردد. در این گویش واژه‌ها از حیث تذکیر و تأنیث از هم متمایزند. این تمایز را می‌توان در اسمها، فعلها، صفت‌ها، ضمایر و حتّی اسم‌های اشیا و پدیده‌ها نیز دید. در این گویش علاوه بر مطابقه فعل با نهاد، مطابقه فعل با مفعول هم از لحاظ شخص، شمار و جنسیّت دیده می‌شود.

## تاریخچه
در فرهنگ جغرافیایی ایران که در دهه ۲۰ شمسی تألیف شده است دربارهٔ اشتهارد اینگونه آمده است که نشان دهنده وضعیت این شهر در آن دوره است:اشتهارد قصبه بزرگی است از بخش کرج، شهرستان تهران در ۷۸ کیلومتری جنوب باختر کرج سر راه کرج به بوئین زهرا. -در جلگه و با آب و هوای معتدل. -دارای ۶۲۶۷ سکنه شیعه مذهب و فارسی‌زبان و دارای یک زبان مخصوص به خود که ریشه آن فارسی است. -دارای آب از ۲۱ رشته قنات که یکی از آنها شیرین و بقیه آن شور است. محصول عمده آن غلات، چغندر قند و پنبه جالیز است. شغل مردم زراعت است. -صنایع دستی آن کرباسی و پارچه نخی بافی است. -دبستان ۶ کلاسه و پاسگاه ژاندارمری و محضر رسمی دارد. -کارخانه تصفیه پنبه و آسیاب موتوری دارد. -تیمسار سپهبد شاه‌بختی و آقای دهقان استاد دانشگاه اهل این قصبه هستند. مزارع مشروح زیر جزء این قصبه هستند که در زمستان خالی از جمعیت و در بهار و تابستان موقتاً برای برداشت محصول دارای چند نفر سکنه است:مهدی‌آباد-شهرآباد-قلج‌آباد-انجمن-مروت‌آباد-خورشیدآباد-مسکین‌آباد-حسین‌آباد-فردآباد-عبدل‌آباد-کوشک‌آباد-خرم‌آباد-فتح‌آباد-سلطان‌آباد-علی‌آباد مزرعه-چشمه رضاقلی-چشمه حاجی‌محمد.

## نام گذاری
اشتهارد به معنی سرزمین مقدس و پاک است.
دربارهٔ نام اشتهارد نظریات زیادی وجود دارد ولی بیشتر نظر بر این است که واژه اشتهارد از دو بخش اشته و ارد تشکیل شده که در زبان تاتی اشتهاردی، اشته به معنی ایستادن و ایستگاه و سرزمین است و ارد در زبان اشتهاردی به معنی مقدس است و در نتیجه به معنای سرزمین مقدس می‌شود. نظر دیگری بر این است که نام اشتهارد در اصل «اشترده» بوده که صورتی است از واژه «استرده» و «سترده» به معنی صاف و هموار و بی درخت.
مپردم اشتهارد بیشتر نام شهرشان را «اشتارده» تلفظ می‌کنند که معنی آن برای عموم مردم نا شناخته می‌باشد.

## جمعیت
بر پایه سرشماری عمومی نفوس و مسکن در سال ۱۳۹۵ جمعیت این شهر ۲۹٬۹۹۳ نفر (در ۹٬۳۵۷ خانوار) بوده است مردمانش به زبان تاتی سخن می‌گویند.